# 1994年臺灣
|        | 臺灣歷史 \| 台灣歷史年表 |
| 世纪： | 19世纪臺灣 \| 20世纪臺灣 \| 21世纪臺灣 |
| 年代： | 1960年代臺灣 \| 1970年代臺灣 \| 1980年代臺灣 \| 1990年代臺灣 \| 2000年代臺灣 \| 2010年代臺灣 \| 2020年代臺灣                                           |
| 年份： | 1989年臺灣 \| 1990年臺灣 \| 1991年臺灣 \| 1992年臺灣 \| 1993年臺灣 \| 1994年臺灣 \| 1995年臺灣 \| 1996年臺灣 \| 1997年臺灣 \| 1998年臺灣 \| 1999年臺灣 |
| 纪年： | 甲戌年（狗年）、中華民國83年 |

## 政府

### 國家正副元首

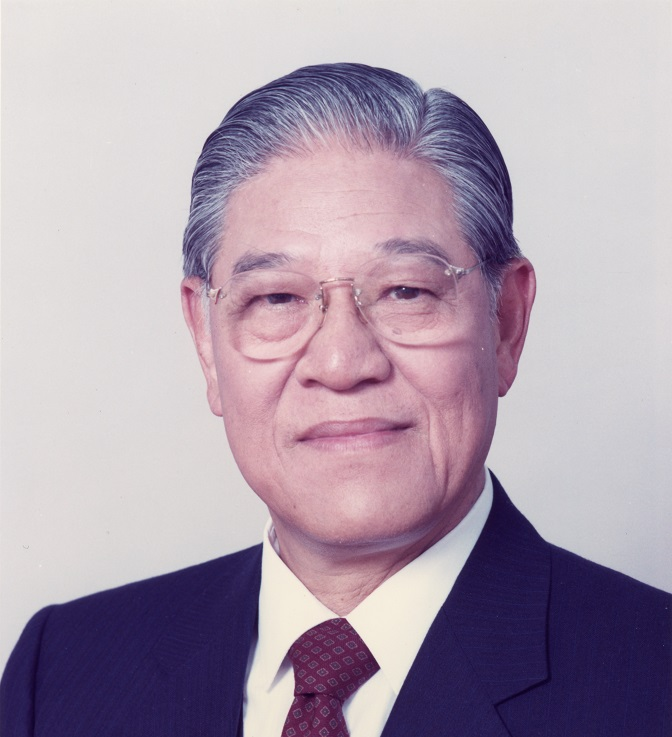
總統：李登輝
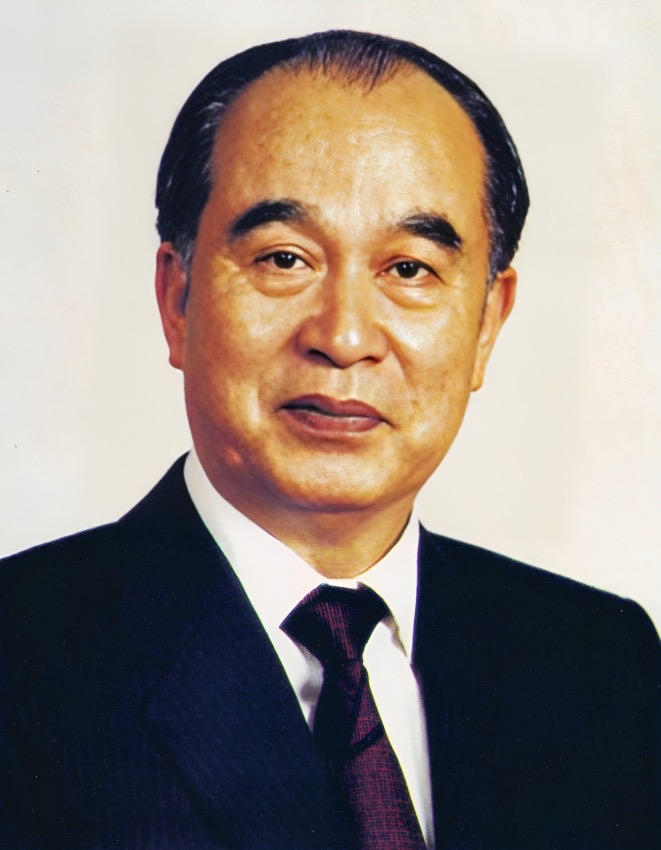
副總統：李元簇

### 五院首長

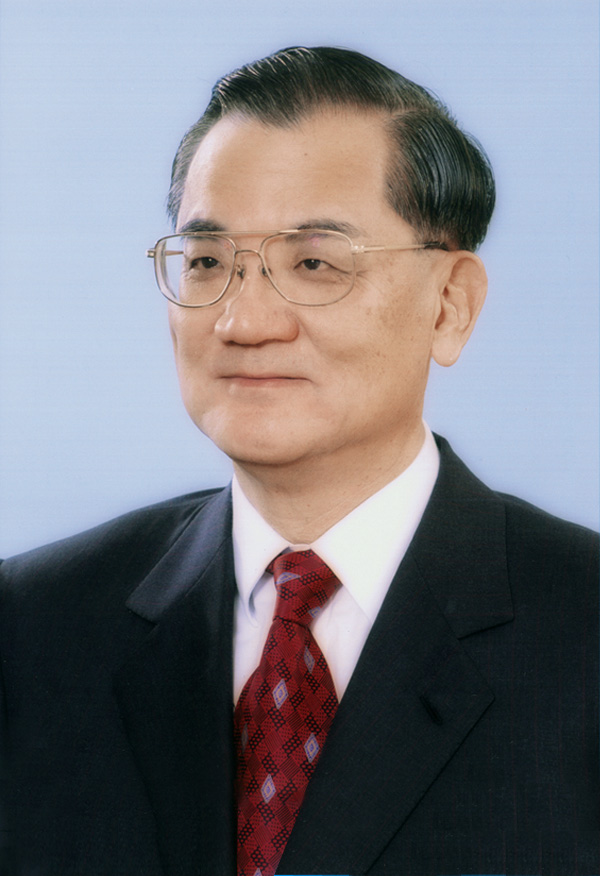
行政院院長：連戰
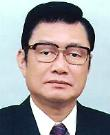
立法院院長：劉松藩
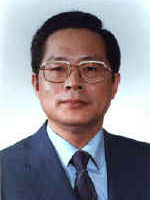
司法院院長：施啟揚
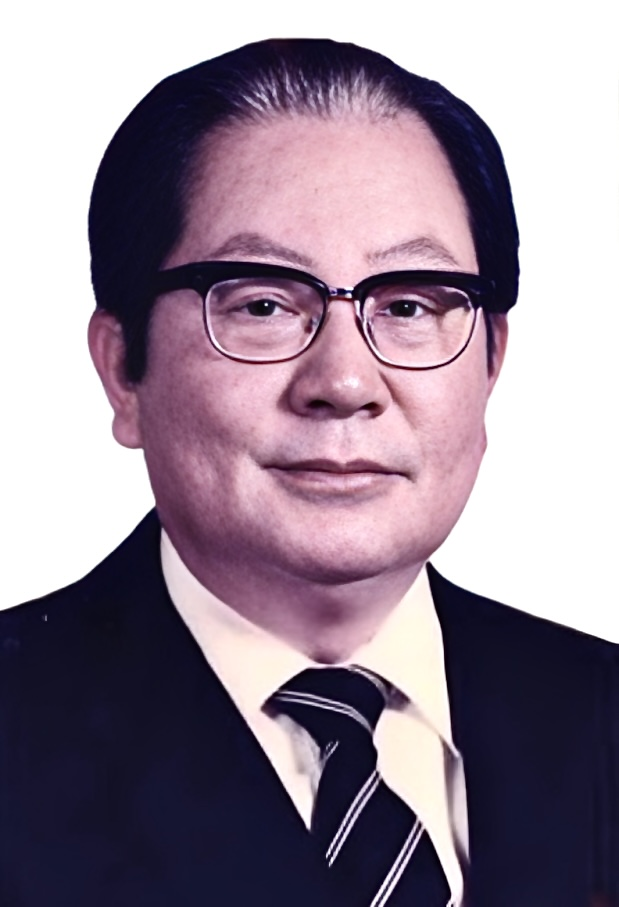
考試院院長：邱創煥
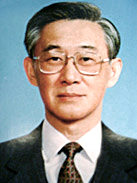
監察院院長：陳履安

### 省長

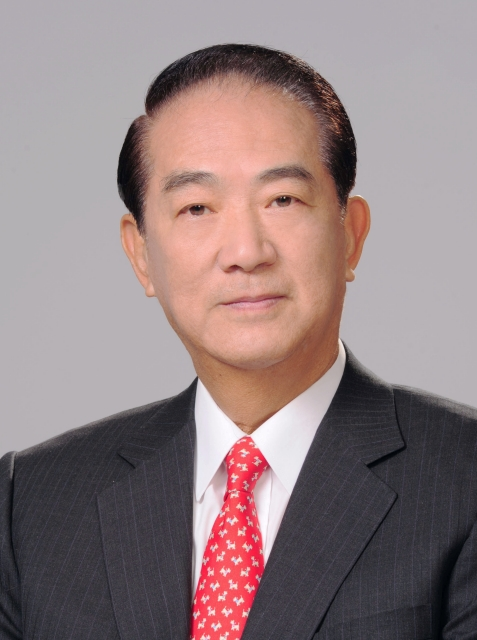
臺灣省省長：宋楚瑜

### 省政府主席

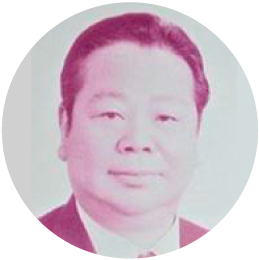
福建省政府主席：吳金贊

### 成員變動

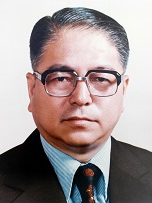
司法院院長：林洋港（辭職）
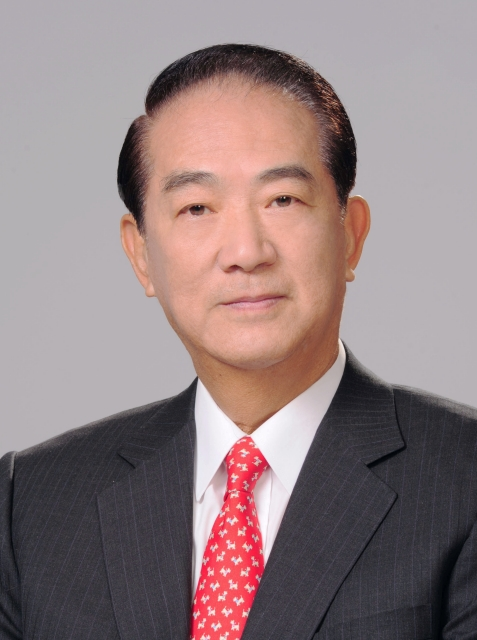
臺灣省政府主席：宋楚瑜（改為民選省長）

## 大事記

### 1月至3月
- 1月，北臺灣發生30年來最嚴重乾旱[1]。
- 1月11日，中華民國消費者保護法三讀通過[1]。
- 1月12日，中華民國與賴索托斷交[1]。
- 1月24日，中華民國行政院長連戰出訪位於中美洲的宏都拉斯與巴哈馬[1]。
- 1月25日，台北代表部於韓國首都漢城（後稱首爾）開張[2]，代替1992年台韓斷交後撤收的中華民國大使館。
- 1月29日，舉行縣市議員、鄉鎮市長選舉投票[1]。
- 2月2日，中華民國與布吉納法索復交[1]。
- 2月5日，海基會副董事長焦仁和與海協會常務副會長唐樹備在北京進行為期五天的會談，並在劫機犯、偷渡客遣返、漁事糾紛三項議題上達成共識[1]。
- 2月9日，中華民國總統李登輝前往菲律賓、泰國、印尼進行為期8天的度假外交，與該國元首會晤[1]。
- 2月18日，新光人壽保險大樓正式啟用[1]。
- 3月1日，臺灣第一個有線電視新聞網「真相新聞網」開播[1]。
- 3月5日，中華人民共和國全國人民代表大會常務委員會通過「台灣同胞投資保護法」[1]。
- 3月17日，中華民國行政院通過野生動物保護法修正案[1]。
- 3月20日，前蘇聯總統戈巴契夫夫婦來臺展開六天訪問行程[1]。
- 3月26日，海基會與海協會在北京展開兩岸第四次事務性商談[1]。
- 3月31日，中國浙江千島湖事件，32人死亡，其中包括24名台灣遊客。

### 4月至6月
- 4月11日，美國總統柯林頓宣布對臺灣進行經濟制裁[1]；中國國民黨拆除建於日治時期、原為紅十字會會址的中央黨部大樓[3]。
- 5月1日，民主進步黨舉行第六屆第一次全國黨代表大會，施明德被選為第六屆黨主席[1]。
- 5月8日，拾方方成功登頂聖母峰，卻於下山時失蹤[4]。
- 5月17日，中華民國總統李登輝進行17年來該國元首首次拜訪邦交國的出訪，先後前往尼加拉瓜、哥斯大黎加、南非與史瓦濟蘭，為期兩週[1]。
- 5月22日，臺北縣貢寮鄉舉行核四公投，投票率58.3%，反對率為近九成[1]。
- 5月26日，中華民國行政院通過《工商綜合區開發設置管理辦法》[1]。
- 5月29日，中華民國行政院長連戰以總統特使身分出使薩爾瓦多與瓜地馬拉[1]。
- 6月2日，中華民國監察院通過S-2T反潛直升機採購弊案彈劾案[1]。
- 6月3日，《公職人員選舉罷免法》修正案經中華民國立法院三讀通過，取消各級民代的最低學歷限制[1]。
- 6月10日，中華民國司法院長林洋港向總統提出辭呈，表示將在9月與大法官同時卸職[1]。
- 6月12日，高雄市立美術館開館[1]。
- 6月23日，中華民國行政院通過「勞工保險條例」、「農民保險條例」修正草案[1]。

### 7月至9月
- 7月1日，民視開播[1]。國立東華大學成立。
- 7月3日，《省縣自治法》三讀通過[1]。
- 7月4日，臺灣電力公司因供電不足，實施六輪分區輪流民生限電[1]。
- 7月8日，《直轄市自治法》三讀通過[1]。
- 7月19日，《全民健康保險法》草案三讀通過[1]。
- 7月28日，第二屆國民大會第四次臨時會三讀通過修正憲法增修條文10條。
- 7月30日，凌晨，〖群眾之聲〗廣播電台等14家地下電台被行政院新聞局動員警力抄台，張金策因保護電台機具被打傷。
  - 海基會與海協會在臺北展開第五次事務性商談[1]。
- 8月1日，公布第三次憲法增修條文；「山胞」正名為『原住民』。
  - 上午，〖群眾之聲〗廣播電台等多家地下電台發動群眾向行政院與行政院新聞局抗議，警民激烈衝突；
- 8月4日，熱帶風暴凱特琳過境，在臺灣中南部造成災情[1]。
- 8月7日，超級颱風道格侵臺，災情慘重[1]。
- 8月20日，特任：施啟揚為司法院長，丁懋時為國安會秘書長，林洋港為總統府資政[1]。
- 8月26日，中國國民黨舉行第十四屆二中全會，改選中常委[1]。
- 9月1日，颱風葛拉絲侵臺，臺灣北部受創嚴重[1]。颱風侵襲當日，台北市高中以上並未停止上課，幸而一群北一女高二學生對著中央氣象局拉起大字報並呼喊我要回家，訴求直接登上各大媒體，中午12：00台北市隨即改為停止上班上課，並影響了往後颱風假的決策方式。
- 9月8日
  - 美國在台協會駐台北處長貝霖、副處長羅思德及一般事務組（政治組）組長史伯明前往中華民國外交部拜會外交部長錢復，首度打破1979年中華民國與美國斷交後美方代表不進入外交部的禁忌[5]。
  - 考試院通過國家考試普通科目停考「國父遺教」與「三民主義」[1]。
- 9月16日，《全民健康保險法》修正案三讀通過，恢復強制保險的規定[1]。
- 9月23日，大法官會議釋字第365號解釋：《民法》1089條的「父權優先條款」違憲[1]。
- 9月27日，舉行漢光十一號演習第二次預演中，一艘海軍成功級艦成功號在進行實彈射擊時提前解除快砲系統管制，造成民間的金鷹航空拖靶機被擊落，機上四人死亡。

### 10月至12月
- 10月20日，颱風塞思侵臺[1]。
- 10月27日，《野生動物保育法》修正案三讀通過[1]。
- 11月12日，中華職籃於臺北體專體育館舉行第一場職業比賽，由宏國與裕隆對打[1]。
- 11月13日，中華民國臺灣省省長選舉：五位候選人參與電視公開辯論會，為臺灣第一次的公辦電視政見發表會[1]。
- 11月14日，小金門駐軍試砲時，射程計算差錯，高砲砲彈誤擊到廈門市郊，四名民工被炸傷，解放軍未還擊。
- 11月18日，《獎勵民間參與交通建設條例》三讀通過[1]。
- 11月22日，海基會與海協會在南京展開第六次事務性商談[1]。
- 12月3日，台灣舉行第一次的台灣省省長選舉與直轄市台北市市長、高雄市市長選舉，全面實行地方自治。選舉結果，國民黨的宋楚瑜當選臺灣省長，民進黨的陳水扁當選臺北市長，國民黨的吳敦義當選高雄市長[1]。
- 12月4日，美國運輸部長裴納訪臺[1]。
- 12月5日，美國前總統喬治·赫伯特·沃克·布希訪臺[1]。
- 12月28日，中華社民黨宣布與《新黨》合併。[1]。
- 12月30日，公布《中央健康保險局組織條例》(12月23日立法完成)[1]。

## 出生
参见： 1994年出生
- 1月7日——陳傑憲：棒球選手。
- 1月12日——書那娜：模特兒。
- 1月14日——韋育任：足球運動員。
- 1月18日——柯昱廷：足球運動員。
- 1月19日——呂評逵：聲林之王參賽者。
- 1月21日——鄭亞：演員。
- 1月24日——姜沛芯：歌手、演員、模特兒，是TUD成員之一。
- 1月25日——林育庭：籃球運動員。
- 1月26日——王毓翔：演員、模特兒。
- 1月27日——林書葶：歌手、演員，是City魅成員之一。
- 1月28日——
  - 陳敬宣：演員、模特兒。
  - 鄭騏寬：籃球運動員。
- 1月31日——葛丞：演員。
- 2月1日——阿翰：YouTube網紅。
- 2月3日——
  - 潘傑楷：棒球選手。
  - 劉衍謙：籃球運動員。
- 2月6日——呂謦煒：幕僚，曾任李眉蓁競選辦公室發言人。
- 2月8日——曹馭博：詩人。
- 2月10日——吳靜依：歌手、演員。
- 2月14日——楊懿軒：演員。
- 2月15日——林子偉：旅美棒球選手。
- 2月17日——何宜珊：演員。
- 2月20日——宋偉恩：演員。
- 2月24日——詹子賢：棒球選手。
- 2月25日——喬雅琳：演員。
- 2月26日——張奕：棒球選手。
- 2月28日——練懿樂：街頭藝人。
- 3月3日——吳家駿：籃球運動員。
- 3月5日——林盈君：羽球選手。
- 3月9日——吳鈺萱：演員。
- 3月10日——陳芷妧：演員。
- 3月13日——
  - 楊博涵：羽球選手。
  - 洪心騏：棒球選手。
- 3月19日——黃子鵬：棒球選手。
- 3月20日——李哲輝：羽球選手。
- 3月25日——
  - 馬韻婷：演員。
  - 劉家愷：棒球選手。
- 3月26日——王振諾：歌手。
- 4月3日——賀瓏：YouTube網紅。
- 4月7日——黃郁婷：籃球運動員。
- 4月8日——鐘綺：歌手。
- 4月11日——小吳：YouTube網紅。
- 4月12日——張承駿：棒球選手，是張進德胞弟。
- 4月20日——睦媄：演員。
- 4月21日——陳芊羽：演員。
- 4月22日——李宜軒：主持人，是MOMO家族成員之一。
- 4月24日——曹佑寧：演員、棒球選手。
- 4月28日——余思霆：演員、主持人，是在香港出道並發展的台灣藝人。
- 5月2日——潘君侖：歌手、演員、主持人，是GTM成員之一。
- 5月3日——余晉：演員。
- 5月4日——程茉：演員。
- 5月5日——馬曉豪：演員。
- 5月7日——陳妤：演員。
- 5月8日——陳子見：新聞主播、主持人、YouTube網紅。
- 5月9日——董柏霖：歌手。
- 5月14日——蔡奕玄：棒球選手。
- 5月23日——羅小白：街頭藝人。
- 5月25日——林鑫民：射箭運動員。
- 5月26日——黑嘉嘉，女子職業圍棋選手。台灣棋院職業七段棋士。生於澳洲布里斯本。
- 5月28日——賴柏宇：演員。
- 5月30日——彭士誠，射箭運動員。他和搭擋魏均珩、鄧宇成奪得2017年夏季世界大學運動會男子團體銀牌。
- 6月1日——范士恩：籃球運動員。
- 6月4日——鄧佳華，網路紅人。以哈麥兩齒的討喜身分聞名，代表作有成人片《華根初上》。
- 6月5日——何紹彬：棒球選手。
- 6月11日——陳昀萱：演員。
- 6月17日——顏人中：歌手。
- 6月20日——
  - 舞炯恩：歌手、編曲家。
  - 戴資穎：羽球選手。
- 6月22日——廖靜賢：田徑運動員。
- 6月23日——吳睿勝：棒球選手。
- 6月25日——張若凡：歌手。
- 6月28日——
  - 琳誼：歌手。
  - 田依甯：演員、主持人、通告藝人。
- 6月29日——
  - 梁洳瑄：演員。
  - 李宗賢：棒球選手。
- 7月3日——陳彥名：演員。
- 7月4日——邱志恒：諧星、演員、主持人、通告藝人。
- 7月6日——魏均珩：射箭運動員。
- 7月7日——
  - 楊肅浩：歌手、國文老師。
  - 黃聰翰：籃球運動員。
  - 王永傑：Twitch網紅、電競選手。
- 7月8日——陳品學：棒球選手。
- 7月9日——吳宗軒：排球運動員。
- 7月12日——陳詩雅：演員。
- 7月15日——雷婕熙：演員，是雷瑟琳之妹。
- 7月16日——呂薔：歌手。
- 7月27日——劉昱言：棒球選手。
- 7月28日——蘇智傑：棒球選手。
- 8月1日——劉品薇：新聞主播。
- 8月3日——
  - 安俊朋：演員。
  - 粿粿：啦啦隊員、通告藝人，是Passion Sisters成員之一。
- 8月7日——吳宜樺：模特兒。
- 8月8日——張閔勛：棒球選手。
- 8月12日——吳哲源：棒球選手。
- 8月14日——徐瑋吟：演員、主持人、通告藝人。
- 8月16日——
  - 陳玟陵：角力運動員。
  - 葉禮至：泰拳運動員。
- 8月22日——林亭翰：歌手。
- 8月24日——曾宇謙：小提琴家。
- 8月31日——邱育宏：足球守門員。
- 9月2日——劉政杰：撞球運動員。
- 9月6日——
  - 謝佑昀：記者、主持人。
  - 王郁濂：游泳運動員。
- 9月7日——韓忠羽：歌手、演員，是A'N'D主唱。
- 9月11日——
  - 鄭可強：歌手。
  - 陳思妤：羽球選手。
- 9月12日——廖偉博：演員。
- 9月16日——鍾亞翰：演員。
- 9月21日——
  - 林輝瑝：演員、通告藝人。
  - 洪茜：幕僚，現任郭台銘辦公室新聞聯絡人，曾任馬英九辦公室發言人。
- 9月22日——楊尉廷：田徑運動員。
- 9月29日——謝喜恩：田徑運動員。
- 10月1日——張又瑋：演員。
- 10月3日——
  - 林樺慶：棒球選手。
  - 曾仁和：棒球選手。
- 10月6日——熊仁謙：YouTube網紅、翻譯家、藏傳佛教學者。
- 10月7日——
  - 張芷瑄：田徑運動員。
  - 陳晏宇：籃球運動員。
- 10月8日——王渝屏：演員、模特兒。
- 10月12日——
  - 楊德恩：講師、籃球教練。
  - 張心璇：啦啦隊員，是Dragon Beauties成員之一。
- 10月14日——鄭奇光：演員。
- 10月15日——
  - 陳韋奇：棒球選手。
  - 黃泓瀚：籃球運動員。
- 10月20日——
  - 林泰羽：歌手。
  - 徐薇淩：高爾夫球運動員。
- 10月24日——李漢昇：籃球運動員。
- 10月26日——潘祥偉：籃球運動員。
- 10月28日——鄭雅勻：模特兒、YouTube網紅。
- 10月29日——
  - 劉韋辰：羽球選手。
  - 連德安：雪橇運動員。
- 10月30日——林宣：YouTube網紅。
- 11月2日——吳明鴻：棒球選手。
- 11月3日——
  - 黃霆睿：歌手。
  - 徐浩軒：演員。
- 11月4日——
  - 黃靖幃：棒球選手。
  - 黃韻文：跆拳道選手。
- 11月8日——黃泰維：演員導演、動作設計、武術指導。
- 11月17日——
  - 呂宗霖：籃球運動員。
  - 劉靖：籃球運動員。
- 11月25日——范國宸：棒球選手。
- 11月29日——許禹壕：棒球捕手。
- 12月4日——李家瑞：籃球運動員。
- 12月5日——張竣凱：棒球選手。
- 12月6日——黃鈴娟：籃球運動員。
- 12月12日——林羿禎：演員、主持人、啦啦隊員，是LamiGirls成員之一。
- 12月14日——賴昱燕：跳水運動員。
- 12月17日——楊宗燁：跆拳道運動員。
- 12月18日——莊岳：演員。
- 12月19日——
  - 施子謙：棒球選手。
  - 謝鎔竹：籃球運動員。
- 12月21日——
  - 邱佳萱：演員、主持人。
  - 賴達官：棒球選手。
  - 黃敬瑋：棒球選手。
- 12月24日——陳奕：電競選手。
- 12月27日——鍾岳軒：演員。
- 12月29日——林慶隆：棒球選手。
- 12月30日——顏佑庭：通告藝人。

## 逝世
- 4月16日——蔡鴻文，政治人物，曾任臺灣省議員、副議長、第五、六屆議長。（1910年出生）
- 4月26日——朱盛淇，律師、政治人物。曾任民選第一、二屆新竹縣縣長。（1905年出生）
- 12月24日——李玉階，天帝教教尊[1]。